# Výrava (Eslováquia)
Výrava é um município da Eslováquia, situado no distrito de Medzilaborce, na região de Prešov. Tem 20,24 km² de área e sua população em 2018 foi estimada em 191 habitantes.

## Demografia
| Ano:        | 1994 | 2004   | 2014    | 2024   |
| ----------- | ---- | ------ | ------- | ------ |
| Broj ljudi: | 157  | 156    | 188     | 186    |
| Razlika:    |      | -0,63% | +20,51% | -1,06% |

| Ano:               | 2023 | 2024   |
| ------------------ | ---- | ------ |
| Número de pessoas: | 185  | 186    |
| Diferença:         |      | +0,54% |